# Rockford (Ohio)
Rockford és una població dels Estats Units a l'estat d'Ohio. Segons el cens del 2000 tenia 1.126 habitants.

## Demografia
Segons el cens del 2000, Rockford tenia 1.126 habitants, 453 habitatges, i 298 famílies. La densitat de població era de 679,3 habitants per km².
Dels 453 habitatges en un 32,2% hi vivien nens de menys de 18 anys, en un 52,5% hi vivien parelles casades, en un 11,3% dones solteres, i en un 34% no eren unitats familiars. En el 31,1% dels habitatges hi vivien persones soles el 14,6% de les quals corresponia a persones de 65 anys o més que vivien soles. El nombre mitjà de persones vivint en cada habitatge era de 2,42 i el nombre mitjà de persones que vivien en cada família era de 3,05.
Per edats la població es repartia de la següent manera: un 26,4% tenia menys de 18 anys, un 7,7% entre 18 i 24, un 28,5% entre 25 i 44, un 21,2% de 45 a 60 i un 16,2% 65 anys o més.
L'edat mediana era de 36 anys. Per cada 100 dones de 18 o més anys hi havia 84,6 homes.
La renda mediana per habitatge era de 37.574 $ i la renda mediana per família de 45.735 $. Els homes tenien una renda mediana de 30.980 $ mentre que les dones 23.125 $. La renda per capita de la població era de 18.699 $. Aproximadament el 4,8% de les famílies i el 6,7% de la població estaven per davall del llindar de pobresa.

## Poblacions més properes
El següent diagrama mostra les poblacions més properes.